# Río Bobonaza
Der Río Bobonaza ist ein 410 km langer linker Nebenfluss des Río Pastaza in Ecuador und Peru.

## Flusslauf
Der Río Bobonaza entspringt auf einer Höhe von etwa 800 m 10 km östlich der Stadt Puyo in der Provinz Pastaza. Er durchfließt das ecuadorianische Amazonasbecken in südöstlicher Richtung. Dabei weist er zahlreich enge Flussschlingen und Altarme auf. Bei Flusskilometer 366 passiert der Fluss die Gemeinde Canelos, bei Flusskilometer 307 die Ortschaft Pacayacu sowie bei Flusskilometer 283 die Gemeinde Sarayacu. Der Río Bobonaza überschreitet kurz vor seiner Mündung kurzzeitig die Grenze nach Peru. Schließlich trifft er direkt an der Staatsgrenze auf den Río Pastaza. 

## Einzugsgebiet
Das Einzugsgebiet des Río Bobonaza umfasst eine Fläche von etwa 3270 km². 